# The Oaks
The Oaks – miasto w Australii, w stanie Nowa Południowa Walia.